# ستيوارت ستوري
ستيوارت ستوري (6 يناير 1941 في المملكة المتحدة - ) (بالإنجليزية: Stewart Storey)‏ هو لاعب كريكت بريطاني. لعب مع نادي مقاطعة سري للكريكت ‏ ونادي مقاطعة ساسكس للكركيت ‏.